# Tougan

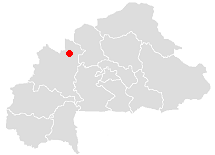
Tougans läge i Burkina Faso.

Tougan är en stad och kommun i nordvästra Burkina Faso och är administrativ huvudort för provinsen Sourou. Staden hade 17 050 invånare vid folkräkningen 2006, med totalt 67 589 invånare i hela kommunen.